# Blåtryk
Et blåtryk er en papirbaseret reproduktion af en teknisk tegning, arkitekturtegning eller design. Det benyttes om alle detaljerede plantegninger. Det danske ord er et lån fra engelsk: blueprint.
Papiret præpareres med en blanding af to vandige opløsninger: en af ferriammoniumcitrat og en af kaliumferricyanid. Blandingen pensles på. Arkene tørres i mørke. Når aftrykkene skal tages, placeres den positive original oven på det præparerede ark, gerne presset mod det med en glasplade. Arkene belyses og en fotokemisk reaktion danner berlinerblåt, der hvor lyset rammer, mens der intet sker, hvor tegningens streger kaster skygge. Arkene adskilles og kopien fikseres ved at de ufremkaldte salte skylles væk med vand, hvorefter arket tørrer.
Blåtryk er meget lysægte. Det udførtes i 1960'erne af Tutein og Koch i København.